# Lerista ameles
Lerista ameles är en ödleart som beskrevs av  Allen E. Greer 1979. Lerista ameles ingår i släktet Lerista och familjen skinkar. Inga underarter finns listade i Catalogue of Life.